# San Paolo (isola)
San Paolo o Galaz (in croato Galovac o Školjić) è un isolotto della Croazia situato nel mare Adriatico vicino alla costa orientale di Ugliano che fa parte dell'arcipelago zaratino. Amministrativamente appartiene al comune di Oltre nella regione zaratina.
Sull'isolotto c'è un convento dei francescani del Terzo Ordine del XV sec. con una chiesa dedicata a san Paolo Eremita eretta nel 1569. Un tempo, su quest'isolotto e su Calugerà, che si trova a sud-est a 1,5 km, erano in funzione dei mulini a vento.

## Geografia
San Paolo si trova di fronte al porto di Oltre, a soli 80 m di distanza, nel canale di Zara (Zadarski kanal), a sud-ovest di Zara.
L'isolotto ha una forma arrotondata, con una superficie di 0,033 km², uno sviluppo costiero di 0,74 km e un'altezza di 11 m. A Sud-Est, a 1,5 km, si trova l'isolotto di Calogera.

### Cartografia
- (HR) Mappa topografica della Croazia 1:25000, su preglednik.arkod.hr. URL consultato il 27 febbraio 2017.
- Carta di cabottaggio del mare Adriatico, foglio VII, Milano, Istituto geografico militare, 1822-1824. URL consultato il 27 febbraio 2017 (archiviato dall'url originale il 13 aprile 2013).